# Rhodopina subuniformis
Rhodopina subuniformis är en skalbaggsart som beskrevs av J. Linsley Gressitt 1951. Rhodopina subuniformis ingår i släktet Rhodopina och familjen långhorningar.
Artens utbredningsområde är Taiwan. Inga underarter finns listade i Catalogue of Life.